# Темерин, Алексей Сергеевич
Алексей Сергеевич Темерин (1 октября 1923 — после 1986) — русский советский кинооператор. Заслуженный деятель искусств РСФСР (1969).

## Биография
Родился 1 октября 1923 года.
В 1952 году окончил операторский факультет ВГИКа (мастерская Эдуарда Тиссэ). С 1955 года — оператор киностудии «Мосфильм». Первая самостоятельная работа — «Тугой узел» (1956). Темерин вместе с Фёдором Проворовым снял первый советский широкоформатный фильм «Повесть пламенных лет» (1961). С 1959 года преподавал во ВГИКе.
В 1969 году получил звание Заслуженного деятеля искусств РСФСР.

## Фильмография
- 1956 — Тугой узел
- 1958 — Девушка с гитарой
- 1960 — Повесть пламенных лет
- 1964 — Зачарованная Десна
- 1967 — Железный поток
- 1974 — Единственная дорога
- 1978 — Молодость с нами
- 1979 — Активная зона
- 1980 — Опасные друзья
- 1982 — По законам военного времени

## Семья
- Отец — Сергей Митрофанович Темерин
- Мать — Антонина Сергеевна Анофриева

## Призы и награды
- 1961 — XIV Международный кинофестиваль в Каннах — Приз высшей технической комиссии французской кинематографии за операторское мастерство в фильме «Повесть пламенных лет»
- 1965 — Международный кинофестиваль в Сан-Себастьяне — Приз за изобразительное решение в фильме «Зачарованная Десна»